# Yánnis Dalianídis
Yánnis Dalianídis (grec moderne : Γιάννης Δαλιανίδης) né le 31 décembre 1923 à Thessalonique et mort le 16 octobre 2010 à Athènes était un danseur, chorégraphe, acteur et réalisateur grec.

## Biographie
Après avoir commencé des études de théâtre, Yánnis Dalianídis se tourna vers la danse qu'il étudia à Vienne. Il devint danseur professionnel. De 1953 à 1957, il fut chorégraphe à Athènes. Il continua aussi sa carrière de danseur et joua dans le théâtre musical. C'est ainsi qu'il obtint ses premiers rôles au cinéma.
En 1958, il écrivit son premier film (Το Τρελοκόριτσο). Il passa à la réalisation l'année suivante avec La Maligne. Il se spécialisa dans les films musicaux, genre commercial très prisé des années 1950 - 1960 en Grèce. Il entra à la Finos Film en 1961 et devint vite le réalisateur attitré de cette maison de production, réalisant à lui seul 59 des 170 films produits par cette société.
Avec l'avènement de la télévision, il poursuivit une carrière similaire sur le petit écran où il réalisa une quinzaine de séries.

## Filmographie
- 1959 La Maligne
- 1960 Mademoiselle et son pantin
- 1961 On demande un menteur
- 1961 La Mauvaise Pente
- 1962 Certains l'aiment froid
- 1962 Loi 4000
- 1962 Sans Identité
- 1963 Une Fille pour deux
- 1963 Vertige
- 1963 La Menteuse
- 1964 Ça brûle
- 1964 Les Héritiers
- 1964 La Flambeuse
- 1965 Histoire d'une vie
- 1965 Des Filles à croquer
- 1965 Teddy Boy, mon amour
- 1965 Au Vol ! crie le voleur
- 1966 Rendez-vous dans les airs
- 1966 Stefania
- 1967 Les Perles grecques
- 1967 Nuit de noces
- 1968 Sirènes et mauvais garçons
- 1969 Le Petit Homme
- 1969 Nus dans la rue
- 1969 Réveille-toi Vassilis !
- 1969 La Parisienne
- 1970 Folâtre Quadragénaire
- 1972 L'Ennemi du peuple
- 1972 Marie du silence
- 1981 Les Chacals

## Récompenses
- Semaine du cinéma grec 1965 (Thessalonique) : Sélection pour Histoire d'une vie
- Festival du cinéma grec 1966 (Thessalonique) : Sélection pour Stefania